# Моніка Калзетта
Моніка Калзетта Руїз (нар. 29 листопада 1972, Женева, Швейцарія) — іспанська шахістка, гросмейстер серед жінок від 2003 року.

## Шахова кар'єра
Від початку 1990-х років належить до числа провідних іспанських шахісток. Від 1992 до 2008 року неодноразово представляла національну збірну на шахових олімпіадах (в тому числі п'ять разів на 1-й шахівниці), а від 1997 до 2007 року — шість разів на командних чемпіонатах Європи (тричі на 1-й шахівниці). Багаторазово брала участь у фіналах чемпіонатів Іспанії, сім разів здобувала золоті нагороди (1997, 2000, 2002, 2004, 2005, 2007, 2009), а також тричі срібні (1996, 1999, 2013).
1992 року посіла 4-те місце на чемпіонаті світу серед студенток в Антверпені. 1995 року взяла участь у міжзональному турнірі, що проходив у Кишиневі, а також перемогла на турнірі за круговою системою в Шамбері. 1999 року посіла 1-ше місце на зональному турнірі в Сен-Венсані, завдяки чому здобула путівку на чемпіонат світу 2000, що проходив у Нью-Делі за олімпійською системою. Там вона вибула в 1-му раунді, поступившись Коріні Пептан. 2006 року поділила 3-тє місце на турнірі за швейцарською системою в Шамбері (після Юрія Солодовніченка і Йожефа Хорвата, разом з в тому числі Андою Шафранською i Чабою Хорватом). Наступного успіху досягла 2008 року, посівши 4-те місце знову в Шамбері (після Михайла Іванова, Йожефа Хорвата i Юрія Солодовніченка, випередивши серед інших Томаса Лутера).
Найвищий рейтинг дотепер мала станом на 1 вересня 2009 року, досягнувши позначки 2386 пунктів посідала тоді 79-те місце в світовому рейтинг-листі ФІДЕ і 1-ше місце серед іспанських шахісток.